# Filmografia Deana Martina

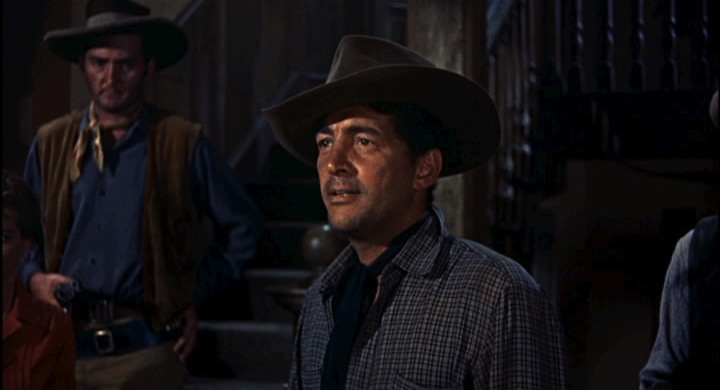
Dean Martin w filmie Rio Bravo (1959)

Filmografia Deana Martina (1917–1995) – amerykańskiego aktora i piosenkarza pochodzenia włoskiego.

## Filmy
| Rok        | Tytuł                                     | Rola                                                              |
| Lata 40.   | Lata 40.                                  | Lata 40.                                                          |
| ---------- | ----------------------------------------- | ----------------------------------------------------------------- |
| 1949       | My Friend Irma                            | Steve Laird                                                       |
| Lata 50.   |                                           |                                                                   |
| 1950       | My Friend Irma Goes West                  | Steve Laird                                                       |
| 1950       | W wojnie z armią                          | 1st Sgt. Vic Puccinelli                                           |
| 1951       | That's My Boy                             | Bill Baker                                                        |
| 1952       | The Stooge                                | Bill Baker                                                        |
| 1952       | Sailor Beware                             | Al Crowthers                                                      |
| 1952       | Jumping Jacks                             | Corp. Chick Allen                                                 |
| 1953       | Scared Stiff                              | Larry Todd                                                        |
| 1953       | The Caddy                                 | Joe Anthony                                                       |
| 1953       | Money from Home                           | Herman 'Honey Talk' Nelson                                        |
| 1954       | Living It Up                              | Dr. Steve Harris                                                  |
| 1954       | 3 Ring Circus                             | Peter 'Pete' Nelson                                               |
| 1955       | You're Never Too Young                    | Bob Miles                                                         |
| 1955       | Artyści i modele                          | Rick Todd                                                         |
| 1956       | Pardners                                  | Slim Mosely Jr. / Slim Mosely Sr.                                 |
| 1956       | Hollywood or Bust                         | Steve Wiley                                                       |
| 1957       | Dziesięć tysięcy sypialni                 | Ray Hunter                                                        |
| 1958       | Długi tydzień w Parkman                   | Bama Dillert                                                      |
| 1958       | Młode lwy                                 | Michael Whiteacre                                                 |
| 1959       | Rio Bravo                                 | Dude                                                              |
| 1959       | Career                                    | Maurice 'Maury' Novak                                             |
| Lata 60.   |                                           |                                                                   |
| 1960       | Who Was That Lady?                        | Michael Haney                                                     |
| 1960       | Ocean’s Eleven                            | Sam Harmon                                                        |
| 1960       | Telefony, telefony                        | Jeffrey Moss                                                      |
| 1960       | Pepe                                      | w roli samego siebie                                              |
| 1961       | Ada                                       | Bo Gillis                                                         |
| 1961       | Dziewczyna w hotelu                       | Tony Ryder                                                        |
| 1962       | Sergeants 3                               | Sgt. Chip Deal                                                    |
| 1962       | Who's Got the Action?                     | Steve Flood                                                       |
| 1962       | Something’s got to give                   | Nicholas Arden                                                    |
| 1963       | Zabawki na strychu                        | Julian Berniers                                                   |
| 1963       | Come Blow Your Horn                       | The Bum                                                           |
| 1963       | Czworo z Teksasu                          | Joe Jarrett                                                       |
| 1963       | Who's Been Sleeping in My Bed?            | Jason Steel                                                       |
| 1964       | Pocałuj mnie, głuptasie                   | Dino                                                              |
| 1964       | Pięciu mężów pani Lizy                    | Leonard „Lennie” Crawley                                          |
| 1964       | Robin i 7 gangsterów                      | Mały John                                                         |
| 1965       | Małżeństwo na rozdrożu                    | Ernie Brewer                                                      |
| 1965       | Synowie Katie Elder                       | Tom Elder                                                         |
| 1966       | The Silencers                             | Matt Helm                                                         |
| 1966       | Birds Do It                               | w roli samego siebie                                              |
| 1966       | Murderers' Row                            | Matt Helm                                                         |
| 1966       | Teksas po drugiej stronie rzeki           | Sam Hollis                                                        |
| 1967       | Noc w Jericho                             | Alex Flood                                                        |
| 1967       | The Ambushers                             | Matt Helm                                                         |
| 1968       | How to Save a Marriage and Ruin Your Life | David Sloane                                                      |
| 1968       | Poker                                     | Van Morgan                                                        |
| 1968       | Bandolero!                                | Dee Bishop                                                        |
| 1969       | The Wrecking Crew                         | Matt Helm                                                         |
| Lata 70.   |                                           |                                                                   |
| 1970       | Port lotniczy                             | kapitan Vernon Demerest                                           |
| 1971       | Coś wielkiego                             | Joe Baker                                                         |
| 1973       | Rozgrywka                                 | Billy Massey                                                      |
| 1975       | Mr. Ricco                                 | Joe Ricco                                                         |
| Lata 80.   |                                           |                                                                   |
| 1981       | Wyścig armatniej kuli                     | Jamie Blake                                                       |
| 1984       | Wyścig armatniej kuli II                  | Jamie Blake                                                       |
| Lata 2000. |                                           |                                                                   |
| 2019       | Pewnego razu... w Hollywood               | jako on sam / Matt Helm (materiał archiwalny z The Wrecking Crew) |

## Programy telewizyjne
| Lata emisji | Tytuł                                  | Rola                 | Liczba odcinków                         |
| Lata 50.    | Lata 50.                               | Lata 50.             | Lata 50.                                |
| ----------- | -------------------------------------- | -------------------- | --------------------------------------- |
| 1950–1955   | The Colgate Comedy Hour                | w roli samego siebie | 28 odcinków                             |
| 1953–1954   | The Jack Benny Program                 | w roli samego siebie | 2 odcinki                               |
| 1959–1960   | Startime: The Dean Martin Variety Show | w roli samego siebie | 2 odcinki                               |
| Lata 60.    |                                        |                      |                                         |
| 1964        | Rawhide                                | Gurd Canliss         | odcinek Canliss                         |
| 1965–1974   | The Dean Martin Show                   | w roli samego siebie | 264 odcinki                             |
| 1967        | Movin' with Nancy                      | Fairy Goduncle       |                                         |
| Lata 70.    |                                        |                      |                                         |
| 1970        | Swing Out, Sweet Land                  | Eli Whitney          |                                         |
| 1974–1984   | The Dean Martin Celebrity Roast        | w roli samego siebie | 54 odcinki                              |
| 1975        | Lucy Gets Lucky                        | w roli samego siebie |                                         |
| 1975        | Dean's Place                           | w roli samego siebie |                                         |
| 1975        | Dean Martin's Christmas in California  | w roli samego siebie |                                         |
| 1976        | Dean Martin's Red Hot Scandals of 1926 | w roli samego siebie | 2 części                                |
| 1977        | Dean Martin's Christmas in California  | w roli samego siebie |                                         |
| 1978        | Aniołki Charliego                      | Frank Howell         | odcinek Angels in Vegas                 |
| 1979        | The Misadventures of Sheriff Lobo      | w roli samego siebie | odcinek Dean Martin and the Moonshiners |
| 1979        | Vegas                                  | w roli samego siebie | odcinek The Usurper                     |
| Lata 80.    |                                        |                      |                                         |
| 1980        | The Dean Martin Christmas Special      | w roli samego siebie |                                         |
| 1982        | Dean Martin at the Wild Park           | w roli samego siebie |                                         |
| 1985        | Half Nelson                            | w roli samego siebie | 6 odcinków                              |